# Akwa (langue)
Pour les articles homonymes, voir Akwa et Makua.
Ne doit pas être confondu avec Makua (langue).
L’akwa (aussi écrit akoua) est une langue bantoue parlée en république du Congo, dans le district de Makoua (Région de la Cuvette) et ses environs.
Ses dialectes principaux sont l’akoua-opa, l’akoua-onzé, l’epéré, le ngaré et l’akoua-ntokou.